# John Whittingdale

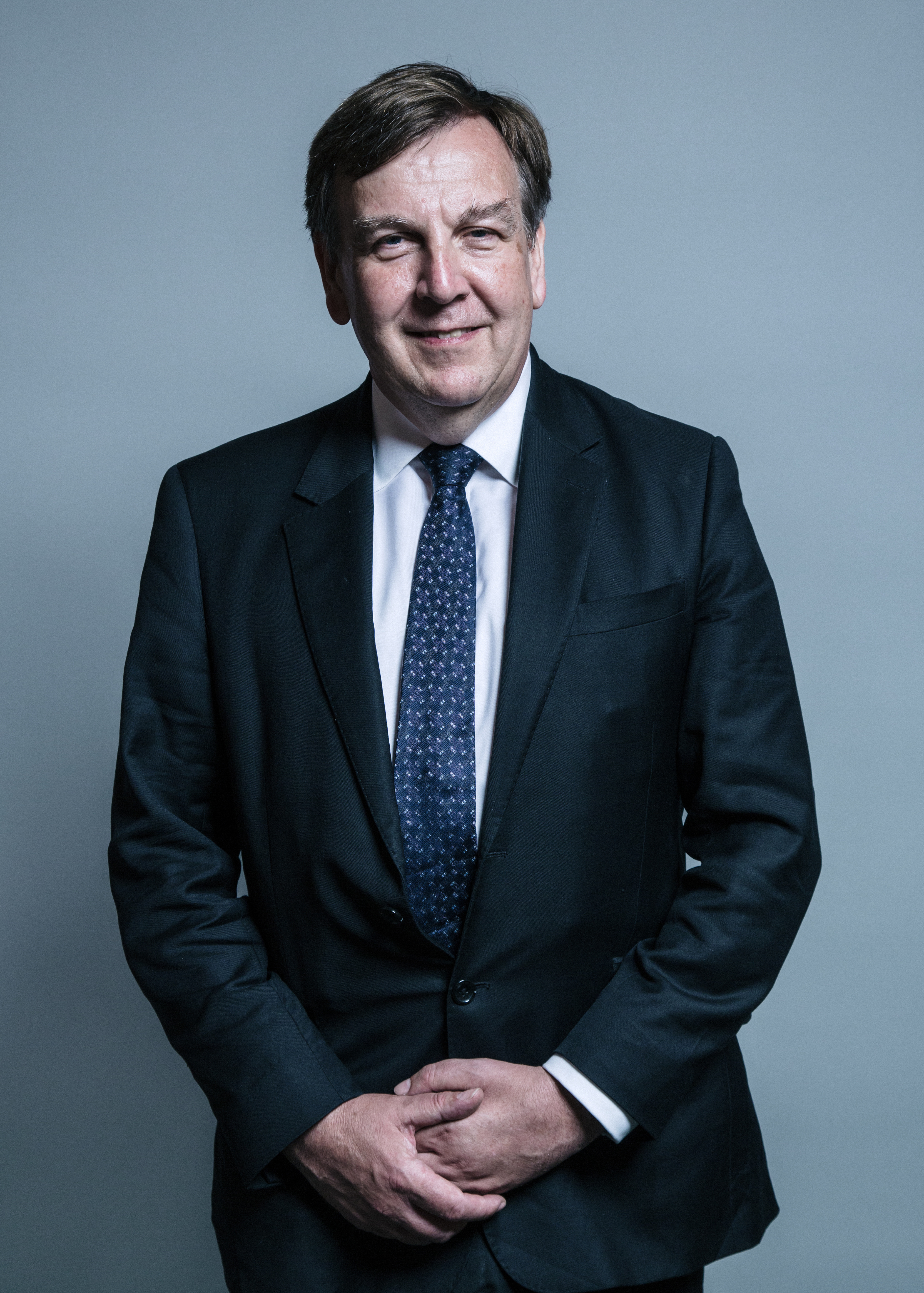
Rt. Hon. John Whittingdale OBE

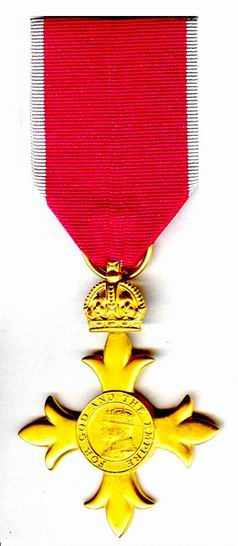
OBE Insignien

John Flasby Lawrance Whittingdale PC OBE (* 16. Oktober 1959) ist ein britischer Politiker der Conservative Party und seit 1992 Abgeordneter im britischen Parlament. Von Mai 2015 bis Juli 2016 amtierte er als britischer Minister für Kultur, Medien und Sport.
Whittingdale besuchte nach der Sandroyd School das Winchester College und studierte danach am University College London. Schon in jungen Jahren politisch engagiert, wurde er 1992 zum ersten Mal ins britische Parlament gewählt. Während der Regierungszeit von Tony Blair war er Schattenstaatssekretär für Kultur, Medien und Sport. Von 2005 – in diesem Jahr wurde er im Wahlkreis Maldon and East Chelmsford erneut ins Parlament gewählt – bis 2015 war er Vorsitzender dieses parlamentarischen Ausschusses und war in dieser Funktion federführend an der parlamentarischen Untersuchung des News-International-Skandals beteiligt. Bekannt wurde er unter anderem, als er den Medien-Mogul Rupert Murdoch durch eine offizielle Vorladung zwang, vor seinem Untersuchungsausschuss eine Aussage zu machen.
Seine Ernennung zum Minister für Kultur, Medien und Sport wurde begrüßt, da Whittingdale als erfahrener Experte für Medienfragen gilt. Gleichzeitig wurde diese Personalentscheidung als „Kriegserklärung an die BBC“ aufgefasst, da sich Whittingdale in der Vergangenheit als scharfer Kritiker von Rundfunkgebühren profiliert hatte. Im Rahmen der mit dem Rücktritt des Premierministers David Cameron und der Amtsübernahme seiner Nachfolgerin Theresa May verbundenen Kabinettsumbildung verließ Whittingdale zum 14. Juli 2016 seinen Ministerposten. Dieser wurde am selben Tag von Karen Bradley übernommen, ebenfalls Unterhaus-Abgeordnete der Konservativen Partei.
John Wittingdale war mit der Krankenschwester Ancilla Murfitt verheiratet, ist inzwischen jedoch geschieden. Erst ist Vater von zwei Kindern.